# سيزار برافو
سيزار برافو (بالإسبانية: César Bravo)‏ هو لاعب كرة قدم تشيلي، ولد في 25 أبريل 1973 في تشيلي.